# 日本維新會 (2012年)
日本維新会（日语：日本維新の会；簡稱維新会、維新）是已不存在的日本政党。2014年9月21日与連結黨合併為維新党。

## 历史
2010年（平成22年）4月1日，大阪府議會的22名府議會議員設立會派「大阪維新會大阪府議會議員團」。同年4月19日，以此為母體再加上8名府議會議員，創設政治團體兼地域政党「大阪維新會」。當時身任大阪府知事的橋下徹擔任黨代表、大阪府議會議員松井一郎則就任幹事長一職。
2011年（平成23年）的統一地方選舉中，大阪維新會在大阪府議會獲得過半數議席，在大阪市議會及堺市議會躍進成第一大黨。隨後實施的大阪府知事、大阪市長選舉中，該黨公認的松井和橋下都獲得壓倒性勝利。
2012年（平成24年）9月8日，全部所屬議員參與的會議中正式決定參與國政而組成全國性政黨，並協定黨名為「日本維新會」。
9月9日，有意加入日本維新會的國會議員，維新會幹部和政策主倡者舉辦公開政策討論會。
9月11日，7名原屬民主、自民、和眾人之黨的國會議員各自離黨，並表明會加入日本維新會。
9月12日，在大阪維新會筹款聚会上表明結成「日本維新會」。
9月23日，2名原屬民主、自民兩黨的國會議員在出席公開討論會時承認加入維新會。
9月27日，負責從下届眾議院選舉參選人招募中選拔的選考委員會委員長一職，「日本維新會」決定起用慶應大學教授竹中平藏，而委員則包括日本維新會代表大阪市長橋下徹等維新會幹事和國會議員團代表、前經濟企劃廳長官堺屋太一及慶應大學教授上山信一。
9月28日，大阪市市長橋下徹擔任代表的國政政黨「日本維新會」正式成立，黨員包括前官房副長官松野賴久（眾院熊本1區）等参眾兩院7個現職國會議員。維新會本部設於大阪市内，另外於國會議員的活動據點東京霞關設置東京事務所。幹事長為大阪府知事松井一郎。由大阪府議員等組成的地域政党「大阪維新會」（黨代表同為橋下）則納入日本維新會旗下。　
9月29日下午，日本創新黨在東京都招開臨時大會，以「為政界整合和發展」為由決定解散。山田宏和中田宏等主要成員則和日本維新會合流。山田宏在之後的記者會表示「維新只有獲得議席才能発揮更大力量。已有覺悟和決意」，示意代表日本維新會參選的意欲。同日的公開討論會中，有5名自民黨前國會議員出席。
11月17日，石原慎太郎刚创建僅四天的太阳党并入日本維新會，石原将出任新的维新会的党魁，桥下彻退居次席。
12月16日，維新會在第46屆日本眾議院議員總選舉，眾議院大選中贏得54席，較改選前增加近五倍，躍升成第三大黨。
2013年（平成25年）7月21日，日本第23屆日本參議院議員通常選舉，维新会获得8个席位，增加6个。
5月23日，据日本共同社5月23日报道，平沼赳夫22日在东京发表演讲，否定了日本政府曾参与日军随军慰安妇问题，他还宣称“我认为那些我认为那些被称为随军慰安妇的人们是‘战地卖淫女’”。
2014年5月29日，日本维新会共同党首桥下彻和石原慎太郎由于宪法观和核电政策立场上存在分歧导致维新会分党，桥下彻将带领一批议员与日本连结党进行合并，石原慎太郎另外组党。
2014年8月1日，石原慎太郎另立次世代党，原日本维新会正式分裂。
2014年9月22日，与连结党合并为维新党。

## 主張
2012年2月，大阪維新會效仿幕末維新志士坂本龍馬的船中八策，提出針對國政的「維新八策」。提出實現大阪都構想，引入道州制、首相全民公選制、廢除參議院、廢除地方交付稅制度、改革年金制度、強化日美為基軸的外交、參加TPP等政策。日本维新会于同年9月成立后将維新八策作為黨的綱領，同时規定禁止收受企業和團體之政治献金。

## 歷任主席
| 代 | 代表 | 代表       | 任期                          |
| -- | ---- | ---------- | ----------------------------- |
| 1  |      | 橋下徹     | 2012年9月28日－2012年11月17日 |
| 2* |      | 石原慎太郎 | 2012年11月17日－2014年7月31日 |
| 2* |      | 橋下徹     | 2013年1月19日－2014年7月31日  |
| 3  |      | 橋下徹     | 2014年8月1日－2014年9月22日   |

- ：2013年1月19日至2014年7月31日改行雙代表制。